# 더 에셋
더 에셋(영어: The Asset)은 대한민국 서울특별시 서초구 서초동에 위치하고 있다. 오피스 단지 3개 중 1개인 건물이 있다.

## 역사
2004년에 착공하여 2007년 완공 후 2008년에 입주했다.

## 디자인
디자인은 롯데월드타워 등을 디자인한 Kohn Pedersen Fox와 삼우건설 등이 맡았다. 2005년에 디자인을 했고 삼우건설은 과거 스키드모어, 오윙스 앤 메릴사와 함께 타워팰리스 3차 건물을 디자인 한 바 있다. 

## 시설
이 건물은 한때 삼성화재가 사용했으며, 삼성타운 B동이다. 지금은 매각되어 2021년 4월 19일부로 더 에셋이 되었다.
| 층수                | 시설       |
| ------------------- | ---------- |
| 32층                | 오피스     |
| 31층                | 오피스     |
| 30층                | 오피스     |
| 29층                | 오피스     |
| 28층                | 오피스     |
| 27층                | 오피스     |
| 26층                | 오피스     |
| 25층                | 오피스     |
| 24층                | 오피스     |
| 23층                | 오피스     |
| 22층                | 오피스     |
| 21층                | 오피스     |
| 20층                | 오피스     |
| 19층                | 오피스     |
| 18층                | 오피스     |
| 17층                | 오피스     |
| 16층                | 오피스     |
| 15층                | 오피스     |
| 14층                | 오피스     |
| 13층                | 오피스     |
| 12층                | 오피스     |
| 11층                | 오피스     |
| 10층                | 오피스     |
| 9층                 | 오피스     |
| 8층                 | 오피스     |
| 7층                 | 오피스     |
| 6층                 | 오피스     |
| 5층                 | 오피스     |
| 4층                 | 오피스     |
| 3층                 | 오피스     |
| 2층                 | 오피스     |
| 1층                 | 로비       |
| 지하 7층 ~ 지하 1층 | 지하주차장 |

## 교통
- ● 서울 지하철 2호선 - 강남역
- 서초대로

## 같이 보기
- 서울특별시의 마천루 목록